# Idaea posides
Idaea posides är en fjärilsart som beskrevs av William Schaus 1913. Idaea posides ingår i släktet Idaea och familjen mätare. Inga underarter finns listade i Catalogue of Life.